# Silvía Nótt
Silvía Nótt is het alter ego van Ágústa Eva Erlendsdóttir (Reykjavik, 28 juli 1982), een populaire IJslandse zangeres en filmster.
Silvía Nótt betekent Sylvia Nacht. 

## Silvía Nótt
Silvía Nótt is een fictief en bijzonder narcistisch karakter uit Sjáumst með Silvíu Nótt, een populaire semi-reality show op de IJslandse televisiezender Skjár 1, in deze show interviewt Silvía Nótt echte IJslanders. Het personage werd bedacht door Gaukar Úlfarsson en Ágústa Eva Erlendsdóttir, de persoon die Silvía speelt.

## Eurovisiesongfestival
Silvía Nótt vertegenwoordigde IJsland in 2006 op het Eurovisiesongfestival met de Engelse vertaling van het liedje Til hamingju Ísland ("Gefeliciteerd IJsland"). De tekst is doorspekt met platte uitdrukkingen. Het gaat over de stelling dat de IJslanders blij moeten zijn dat Silvía Nótt in IJsland is geboren en dat ze het Eurovisiesongfestival eindelijk eens zal winnen. Dit omdat zij beter zou zijn dan alle andere deelnemers. De nationale finale, Söngvakeppnin, vond plaats op 18 februari 2006. Er waren een paar kleine problemen omtrent het liedje, omdat het al eerder op internet was gezet dan het was gezongen op de televisie, wat volgens de IJslandse omroep RÚV niet mag. Uiteindelijk heeft de songwriter zich hierover beklaagd en kwam het allemaal toch nog goed en mocht het liedje Til hamingju Ísland toch meedoen aan het Eurovisiesongfesitval. Voor Athene is er een Engelstalige versie geschreven onder de titel Congratulations. Hierin beweert Nótt zelfs dat zij de wereld gaat redden en Gods favoriete persoon op aarde is.
Zij doopte zich voor de Engelstalige act om in Silvia Night. Ze kwam niet onopgemerkt voorbij; tijdens een persconferentie liet ze een journalist buiten zetten omdat die het waagde in haar ogen te kijken. Verder zocht ze ruzie met een fan en beledigde ze artiesten uit andere landen waaronder Nederland. Ze liep in Athene rond alsof ze de keizerin was en op haar wenken bediend moest worden. Verder gebruikte ze bijna in elke zin die ze zei het woord fucking. Dit was allemaal een act die bij haar rol als Silvia Night hoorde. De Griekse pers kon deze humor echter niet smaken en berichtte zeer negatief over Silvia Night. Voornaamste aanleiding daartoe was de onverbloemde wijze waarop ze de Griekse organisatie hekelde, en het uitschelden van de Griekse technici tijdens de repetities. Na haar optreden (als allerlaatste) in de halve finale werd ze uitgejouwd. Ze werd 13de en kwalificeerde zich daarmee niet voor de finale.